# Giacomo Dina
Giacomo Dina (Torino, 24 aprile 1824 – Torino, 16 luglio 1879) è stato un giornalista e politico italiano.
Fu deputato della X, XI e XII Legislatura del Regno d'Italia.

## Biografia
Giornalista, fu direttore del quotidiano  moderato L'Opinione dal 1853 fino alla morte, dopo esserne stato collaboratore fin dal 1848. In questa veste, fu critico dell'accordo della Regìa dei Tabacchi.